# Guadeloupes damlandslag i volleyboll
Guadeloupes damlandslag i volleyboll representerar Guadeloupe i volleyboll på damsidan. Laget har deltagit i karibiska mästerskapet.

### Fotnoter
1. ↑  Todor Krastev. ”Women Volleyball X Caribbean Championship 2004 Barbados - Winner Barbados” (på engelska). http://www.todor66.com/volleyball/Norceca/Women_Caribbean_2004.html. Läst 10 mars 2024.
2. ↑  Todor Krastev. ”Women Volleyball XIV Caribbean (CAZOVA) Championship 2012 St. Croix (USV) 24-29.07 - Winner Trinidad Tobago” (på engelska). http://www.todor66.com/volleyball/Norceca/Women_Caribbean_2012.html. Läst 10 mars 2024.
3. ↑  ”Unstoppable Hunsel powers Suriname to third” (på engelska). North, Central America and Caribbean Volleyball Confederation. https://norceca.net/Unstoppable%20Hunsel%20powers%20Suriname%20to%20third.htm. Läst 9 mars 2024.
4. ↑  Todor Krastev. ”Women Volleyball XVI Caribbean (CAZOVA) Championship 2017 Jamaica - Winner Trinidad Tobago” (på engelska). http://www.todor66.com/volleyball/Norceca/Women_Caribbean_2017.html. Läst 10 mars 2024.